# 小行星6569
小行星6569（英語：6569 Ondaatje）是一颗围绕太阳公转的小行星。1993年6月22日，J. Mueller在帕洛马山发现了此天体。
这颗小行星的绝对星等为167.2610746091894等。